# Anyperodon leucogrammicus
Mérou élégant, Loche à lignes blanches, Mérou tacheté de rouge
Genre
Espèce
Synonymes
- Anyperodon leucogammicus (Valencienes, 1828)
- Anyperodon leucogramicus (Valenciennes, 1828)
- Anyperodon leucogrammicus Valenciennes, 1828 (préféré par UICN)
- Anyperodon leucogrammiscus (Valenciennes, 1828)
- Epinephelus corallicola (non Valenciennes, 1828)
- Serranus leucogrammicus Valenciennes, 1828
- Serranus micronotatus Ruppell, 1838
- Serranus urophthalmus Bleeker, 1855

Statut de conservation UICN

 LC  : Préoccupation mineure
Anyperodon leucogrammicus, ou communément nommé Mérou élégant, Loche à lignes blanches ou encore Mérou tacheté de rouge, est une espèce de poissons marins de la famille des Serranidae ou Mérous. Il est l'unique représentant de son genre Anyperodon (monotypique).

## Systématique
Des analyses moléculaires récentes basées sur cinq gènes montrent qu’Anyperodon leucogrammicus est inclus dans le même clade qu’Epinephelus. En conséquence, l'espèce devrait être incluse dans le genre Epinephelus sous le binôme Epinephelus leucogrammicus.

## Description
Anyperodon leucogrammicus est un poisson de taille moyenne pouvant atteindre 65 cm de long .

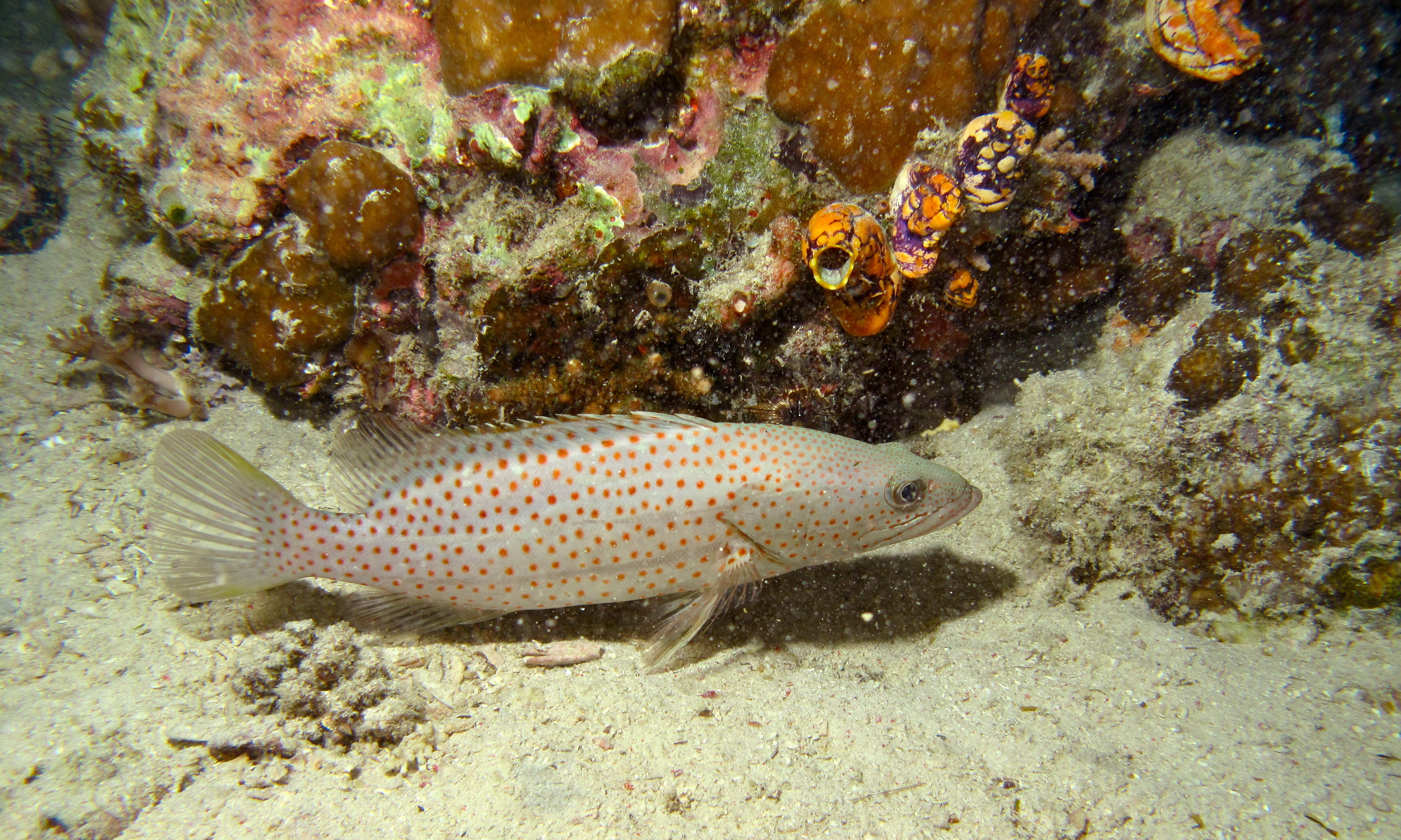
Mérou élégant, Sabah, Malaisie

Corps élancé, comprimé latéralement, il se termine en pointe. La couleur de fond du corps est beige à grise avec des lignes horizontales blanches. Ces dernières ont tendance à s'éclaircir avec l'âge du poisson. Le corps est également constellé de points rouges.
Les juvéniles ont une livrée composée de lignes horizontales bleues, grises et de traits discontinus rouge orangé et deux points noirs sur la nageoire caudale semblant imiter la livrée des Labres Halichoeres purpurascens et Halichoeres vrolikii.

## Distribution
Le Mérou élégant fréquente les eaux tropicales de l'océan Indien, mer Rouge incluse, jusqu'à l'ouest de l'océan Pacifique.

## Habitat
Comme beaucoup de Mérous, Anyperodon leucogrammicus vit dans les eaux claires à proximité des côtes rocheuses ou des récifs coralliens riches en vie qui constituent ses terrains de chasse de prédilection.

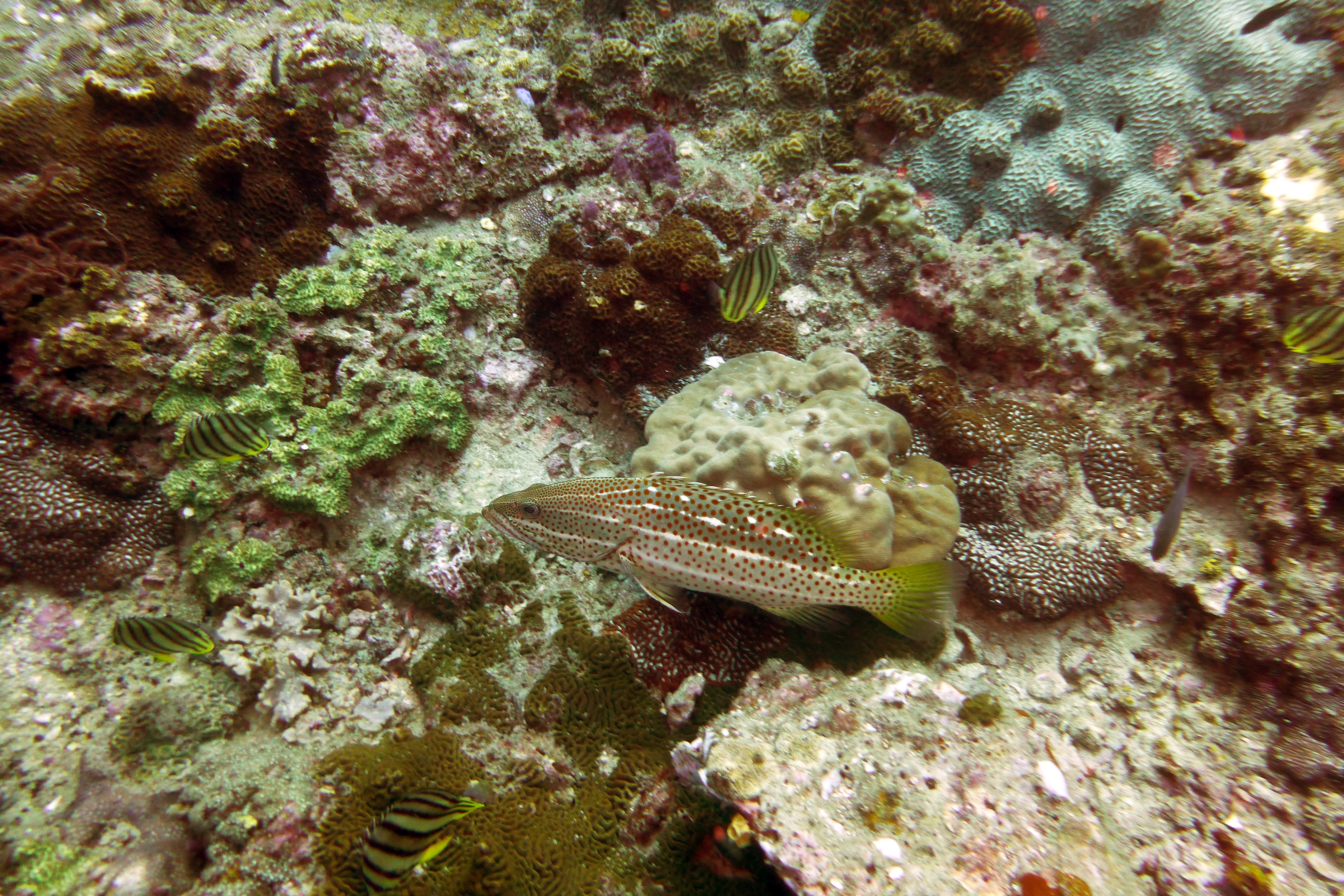
Mérou élégant, île de Ko Tao, Thaïlande

Sa zone d'évolution va de la surface à 80 m de profondeur.

## Alimentation
Anyperodon leucogrammicus est carnivore et son régime alimentaire est surtout composé de petits poissons et de petits crustacés qu'il chasse à l'affût,.

## Comportement
Le Mérou élégant est solitaire, démersal et a une activité de chasse nocturne et/ou diurne qui peut être maximale au lever et/ou au coucher du soleil. Il est hermaphrodite protogyne, c'est-à-dire que l'animal est d'abord femelle à la maturité sexuelle puis devient mâle.